# Isaura Marly Gama Álvarez
Isaura Marly Gama Álvarez (Pernambuco, 9 agosto 1934) è un'ex cestista, ex pallavolista ed ex altista brasiliana.

## Carriera
Con il Brasile ha disputato due edizioni dei Campionati del mondo (1953, 1959) e tre dei Giochi panamericani (Città del Messico 1955, Chicago 1959 e San Paolo 1963).